# Cốc Lếu
Cốc Lếu là một phường thuộc thành phố Lào Cai, tỉnh Lào Cai, Việt Nam.

## Địa lý
Phường Cốc Lếu nằm ở phía bắc thành phố Lào Cai, có vị trí địa lý:
- Phía đông giáp phường Lào Cai với ranh giới là sông Hồng
- Phía tây giáp xã Đồng Tuyển
- Phía nam giáp phường Kim Tân
- Phía bắc giáp phường Duyên Hải và Trung Quốc.

Phường Cốc Lếu có diện tích 2,93 km², dân số năm 2019 là 17.152 người, mật độ dân số đạt 5.854 người/km².
Sông Hồng là đoạn biên giới quốc gia tự nhiên giữa phường Cốc Lếu với Trung Quốc. Bên kia biên giới là trấn Hà Khẩu (河口镇) thuộc huyện Hà Khẩu, châu tự trị Hồng Hà, tỉnh Vân Nam, Trung Quốc.

## Hành chính
Phường Cốc Lếu được chia thành 36 tổ dân phố đánh số từ 1 đến 36.

## Lịch sử
Tên gọi Cốc Lếu bắt nguồn từ tiếng dân tộc Giáy coóc réo có nghĩa là "gốc gạo", do vùng này vốn là thung lũng xưa có rất nhiều cây gạo. Về sau, người Kinh phát âm thành Cốc Lếu, dần trở thành địa danh như ngày nay.
Trước đây, Cốc Lếu là một tiểu khu thuộc thị xã Lào Cai.
Trong chiến tranh biên giới năm 1979, xã Đồng Tuyển và 3 tiểu khu Cốc Lếu, Duyên Hải, Kim Tân trở thành vành đai trắng nên bị giải thể. Tháng 4 năm 1982, xã Đồng Tuyển được tái lập, bao gồm cả địa bàn các tiểu khu Cốc Lếu, Duyên Hải, Kim Tân trước đây. Đến năm 1992, tiểu khu Cốc Lếu được tái lập từ một phần diện tích và dân số của xã Đồng Tuyển.
Ngày 3 tháng 6 năm 1993, Chính phủ ban hành Nghị định số 31/CP về việc thành lập các phường thuộc thị xã Lào Cai. Theo đó, tiểu khu Cốc Lếu trở thành phường Cốc Lếu.
Ngày 30 tháng 11 năm 2004, phường Cốc Lếu thuộc thành phố Lào Cai mới thành lập.
Đến năm 2019, phường Cốc Lếu có diện tích 1,18 km², dân số là 9.124 người, mật độ dân số đạt 7.732 người/km².
Ngày 11 tháng 2 năm 2020, Ủy ban Thường vụ Quốc hội ban hành Nghị quyết số 896/NQ-UBTVQH14 về việc sắp xếp các đơn vị hành chính cấp huyện, cấp xã thuộc tỉnh Lào Cai (nghị quyết có hiệu lực từ ngày 1 tháng 3 năm 2020). Theo đó:
- Điều chỉnh 1,89 km² diện tích tự nhiên và 8.713 người của phường Duyên Hải vào phường Cốc Lếu
- Điều chỉnh 0,14 km² diện tích tự nhiên và 685 người của phường Cốc Lếu vào phường Kim Tân.

Sau khi điều chỉnh, phường Cốc Lếu có diện tích 2,93 km², dân số là 17.152 người.